# 데칸 트랩

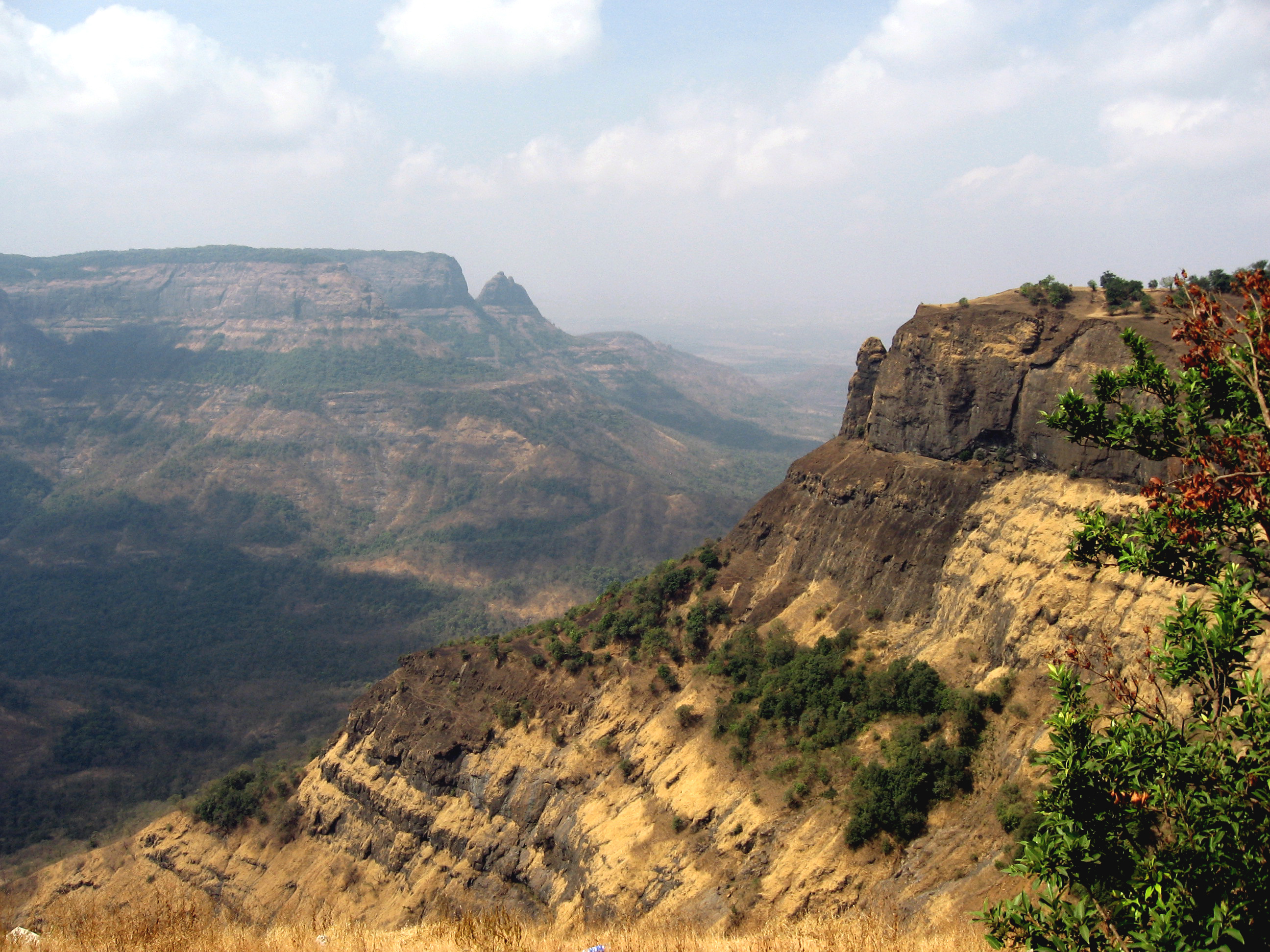
인도 마하라슈트라주 마테란에 있는 서고츠산맥의 모습.

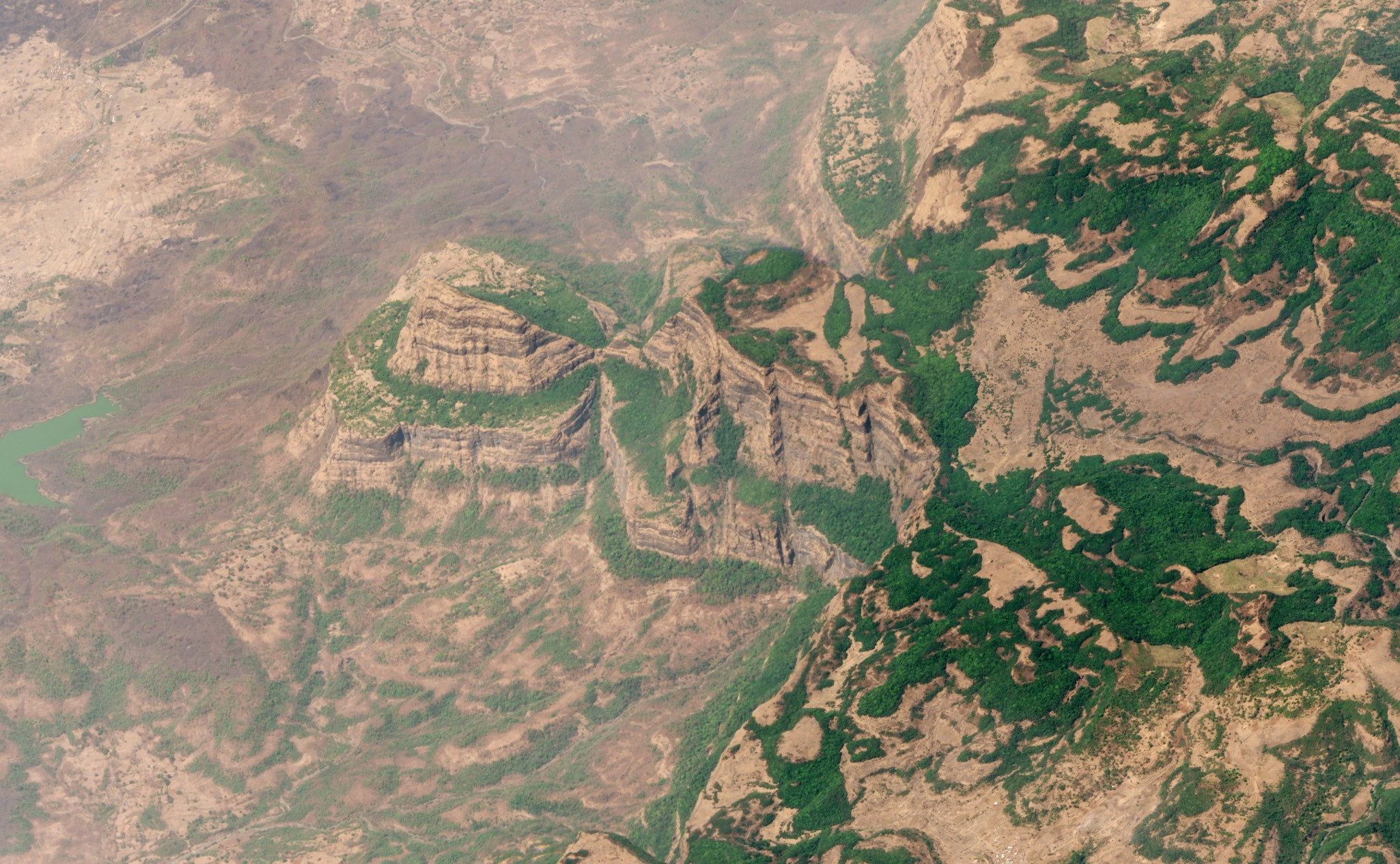
데칸 트랩 지형을 비스듬히 내려다 본 항공사진의 모습.

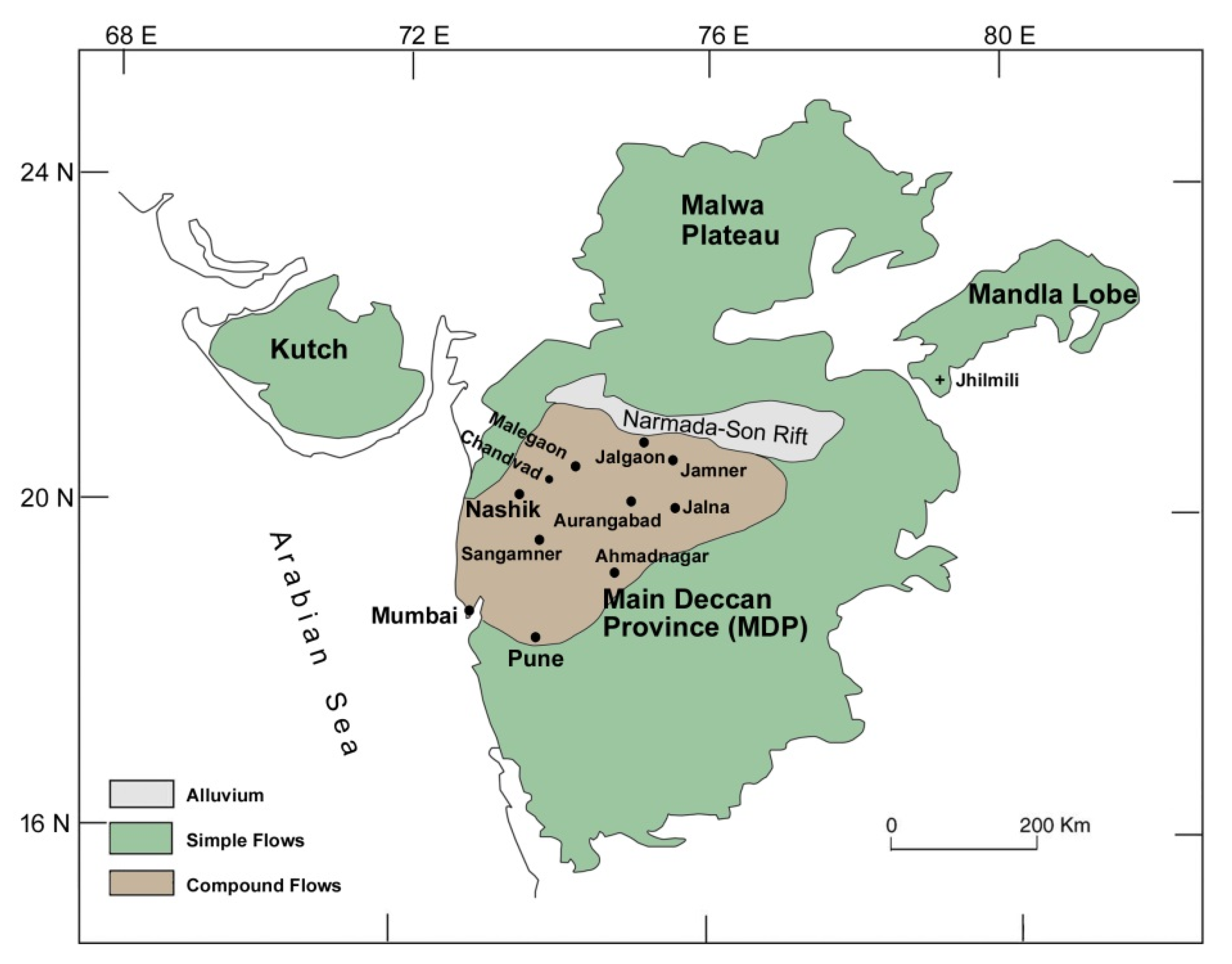
데칸 트랩의 지도'

데칸 트랩(영어: Deccan Traps)은 인도 중서부 데칸고원에 위치한 거대 화성암 지대이다. 데칸 트랩은 지구상에서 가장 큰 화산 활동 지형이다. 데칸 트랩 지역은 대략 2,000m에 달하는 두꺼운 고형화된 범람 현무암 지층이 대략 500,000km2 지역에 분포하고 있으며 용암이 만든 지층의 부피는 대략 1,000,000km3에 달한다. 원래의 데칸 트랩은 대략 넓이 1,500,000km2에 달하는 지역이었을 것으로 추정된다.

## 어원
트랩(Trap)이라는 용어는 1785년에서 1795년 이후 지질학계에서 특정 암석 형성을 가리키는 말로 부르기 시작했다. 원래 데칸 지역의 독특한 계단 모양 언덕 및 산의 모양에서 따와 스웨덴어로 계단을 의미하는 trappa에서 온 말이다.

## 역사
데칸 트랩은 6,625만년 전(66.25 Ma) 전 백악기 말에 형성되기 시작했다. 6600만년 전에는 서고츠산맥 전역에서 대규모 화산 분화가 일어났다. 연속적인 화산 분출은 최대 3만년 동안 계속되었다. 분화 당시 용암류는 150만km2으로 현대 인도 크기의 절반 지역이 용암에 묻혔다. 이후 데칸 트랩 지역은 침식과 판의 운동으로 점차 작아졌으며 현재 남아있는 확인 가능한 용암류의 영역은 대략 50만km2 지역이다.

## 대량절멸 및 기후에 미친 영향
트랩 형성동안 방출된 이산화탄소와 같은 화산 가스는 기후 변화에 영향을 주었다. 분출 기간 동안 지구 평균 온도는 대략 2 °C 감소한 것으로 추정된다. 분화 시기와 그 크기 탓에 데칸 트랩의 화산 활동이 백악기-팔레오기 대량절멸(K-Pg 멸종)의 원인인 것으로 지목되었기도 했다. 하지만 이후 과학계에서의 연구와 합의에선 백악기 말 일어난 기후 변화와 대량절멸은 칙술루브 운석 충돌로 인해 일어난 급격한 기온 강하인 것으로 결론내렸다.

## 같이 보기
- 인도의 화산 목록
- 크기 순 범람 현무암 지역 목록